# おしゃれキャット
『おしゃれキャット』（原題: The Aristocats）は1970年12月11日に公開されたウォルト・ディズニー・プロダクション製作のアニメーション映画。日本では1972年3月11日に公開。
原題のAristocatsとは、「貴族階級」という意味のaristocratのもじりである。

## 解説
1961年12月9日、ウォルト・ディズニーはトム・マクゴーワンとトム・ロウに"Wonderful World of Color"で放送する番組の物語作成を依頼した。
当初は実写で製作される予定であったが、出来たストーリーが大変素晴らしく、当初の予定を変更し長編アニメ映画として製作されることとなった。これを受けて美術監督であり脚本家でもあるケン・アンダーソンが1年半もかけて基礎作りをした。しかし、1966年12月15日にウォルトが死去。この意思を継いでプロデュースしたのは脚本家のウィンストン・ヒブラーと「王様の剣」よりアニメ映画の責任者となったウォルフガング・ライザーマンだった。音楽ではジョージ・ブランズがミュージカルのバックの楽譜の為にフランス風のアコーディオンのような牧歌調の曲を目玉として、1940年代のジャズバンドと長い経歴の中から沢山の音楽を提供、更にシャーマン兄弟がオープニングテーマを合わせて3曲提供、そのオープニングテーマをモーリス・シュヴァリエが歌った事で話題となった。予算は400万$以上が組まれ、35名のアニメーター達によって32万5千枚以上の下絵が描かれ、主要な20のシーンでは1125の個別のシーンにペイントされた背景900が使用された。ロイ・O・ディズニーのビジネス面のおかげでこのプロジェクトに250人が雇われ、ウォルトの死後、映画は大成功を収めドル箱シリーズが始まった。
物語は形式ばった貴族と自由気ままな放浪者の対比・交流という、「アラジン」や「わんわん物語」などディズニー映画でもよく見られる確立された構成であるが、その対比を「クラシック音楽」と「ジャズ」という音楽文化の相違によって表現している点で独自性を持つ。舞台のパリは、実際にクラシック、ジャズに熱狂的な土地柄であったことで知られており、それが舞台として選ばれた要因の一つとも考えられる。また人種の比喩においてもジャズ猫グループは黒人や東洋人、イタリア人やロシア人といった様々なタイプの猫が各々自由に演奏しており、白人からの人種差別への対抗という歴史を持った人種混合音楽「ジャズ」の本質を捉えている。

## あらすじ
フランスのパリにダッチェスという美しい猫が3匹の仔猫たちと暮らしていた。飼い主は、金持ちの老婦人。老婦人は財産を猫たちに遺そうと弁護士を呼んで遺言状を作成する。その遺言を盗み聞きしたのが、長年仕えていた執事エドガー。遺産は猫に与えると夫人が言っているのを聞いて、エドガーに渡らないと勘違い。猫たちが死んだ時には自分に遺産が入ると思い、エドガーは遺産目当てに、猫たちを睡眠薬入りミルクを飲ませて眠らせ、パリの郊外に捨ててきてしまった。
目を覚ましたダッチェスたちの前に現れたのが、野良猫オマリー。困っているダッチェスたちを放っておけないオマリーは、いっしょにパリを目指す。素直だが世間知らずの仔猫たちの父親代わりになるうちに情がうつり、上品な飼い猫と放浪者の自分では身分違いと知りながらダッチェスに惹かれていく。

## 登場キャラクター

### 人間
ボンファミーユ夫人（Madame de Bonfamille）
大金持ちの老婦人。ファーストネームはアデレード（Adelaide）。かつては有名なオペラ歌手であり､『カルメン』は当たり役だった。
ダッチェス親子の飼い主で、家族のいない夫人は自分の死後、財産を飼い猫たちに遺そうと遺言の作成をオートクールに依頼する。心優しい性格でエドガーの本性に最後まで気がつかず、突然いなくなった彼を心配する場面もある。
ダッチェスがオマリーを連れて帰って来たことに喜び、その後、財産を使って猫たちのための支援団体を設立した。
エドガー（Edgar）
ボンファミーユ夫人に長年仕えてきた執事。一見真面目で愛想が良い執事で夫人に信頼されているが、夫人の遺産の相続権が猫たちの次だと知ると、睡眠薬入りのミルクで眠らせた猫たちを遠くに捨ててしまう。最後はジャズ猫たちにやられ、アフリカ行きの荷物に詰められる。その後の動向は不明だが、今回の悪事がオートクール弁護士に露見したらしく、相続権は完全に剥奪される事となった。
本作のディズニー・ヴィランズに当たるが、猫たちを殺すのをためらうなどどこか憎めない。作中ではオマリー達、猫だけでなく犬のナポレオン・ラファイエットやオートクール弁護士などにもひどい目に合わせられるなど、ヴィランズの中では情けないキャラクターである。
ジョルジュ・オートクール（Georges Hautecourt）
弁護士である老人。古くからのボンファミーユ夫人のファンでもある。夫人に頼まれ、遺言状を作成する。エドガーの本性に薄々感づいていたようだが、夫人にはあえて話さなかった。
牛乳配達（French Milkman）
物語の最初で『おしゃれキャット』の歌を歌いながら牛乳を配達している。

### ネコ
ダッチェス（Duchess）
本作のヒロイン。白い美猫。トゥルーズ、ベルリオーズ、マリーの母猫。温厚で淑やかで優しい性格の持ち主。自分たちのことを我が子同然に愛情を注ぐボンファミーユ夫人を常に大切に思い全幅の信頼を寄せているが、そのことが他の人間に対する疑心を抱かない原因にもなっている。マリー、トゥルーズ、ベルリオーズを立派に育ってほしい思いで子供たちと接しているが、子供たちの父猫については彼女の口から最後まで語られることはなかった。思わぬ騒動がきっかけで出会ったオマリーのことが気になりつつもボンファミーユ夫人と子供たちを思うあまり、自分の正直な気持ちを胸の奥にしまうところもあった。「ダッチェス」という名前は「公爵夫人」の意味。
トーマス・オマリー （Thomas O'Malley）
侠気のある、オレンジ色の毛をした雄猫。ダッチェスたちがパリに帰る手助けをするなど、ダッチェス親子にとって頼りになる存在。特に父猫のことを知らないマリー、トゥルーズ、ベルリオーズは彼のことを父親のように慕い、オマリーが母猫のダッチェスと一緒になり、父親になってくれることをひそかに願っていた。オマリー自身もパリへの道中のなかでダッチェスに惹かれていき、彼女に思いを伝えたこともあった。
ダッチェスとは対照的に人間に対しては疑いの目で見ているところがある。
本名は、エイブラハム・デ・レイシー・ジュゼッペ・ケイシー・トーマス・オマリーという。
マリー（Marie）
白い仔猫（牝）。首にピンクのリボンを蝶結び（結び目は背中側）に結わえている。歌唱が得意。お転婆でおませな妹猫。また東京ディズニーランドやBABYDOLLではマリーのTシャツが販売されている。
トゥルーズ（Toulouse)
オレンジ色の仔猫（牡）。首に青いリボンを蝶ネクタイ状に結んでいる。絵画が得意。マリーの兄猫。明るい性格で野良猫に憧れている。「トゥルーズ」の名前はフランスの画家・アンリ・ド・トゥールーズ＝ロートレック、またはフランス南西部に位置するコミューン、トゥールーズから取ったもの。
ベルリオーズ（Berlioz）
灰褐色の仔猫（牡）。首に赤いリボンを結んでいる。ピアノ演奏が得意。マリーの兄猫。よくマリーをからかうが仲良し。「ベルリオーズ」の名前はフランスの作曲家・エクトル・ベルリオーズから取ったもの。
ジャズ猫（The Scat Cats）
オマリーの友人の野良猫たち。バンドを組んでいる。『がさつなところもあるが、いざという時には頼りになる』とオマリーが話すほど信頼している。物語の終盤、ダッチェス親子の窮地を救うためにオマリーらと共に協力している。
スキャット・キャット（Scat Cat）
バンドのリーダー。
チャイニーズ・キャット（Shun Gon）
シャム猫系。
イングリッシュ・キャット（Hit Cat）
ハワイアンTシャツを着た英国系の猫。
イタリアン・キャット（Peppo Cat）
ロビンフッドのような帽子を被って赤いスカーフをしたイタリア系の猫。
ロシアン・キャット（Billy Boss）
ロシアンブルー系の猫。

### ネズミ
ロクフォール (Roquefort)
ダッチェスたちと一緒に暮らす探偵ネズミ。彼女達やフルー・フルーと仲良し。猫達が行方不明になったと聞いて夜の街に飛び出て捜索し、エドガーが誘拐犯であることを知って彼から猫たちを救おうとする。ネズミなので野良猫を恐れているが、ジャズ猫の元へ救援を求めに行く。終盤ではジャズ猫たちの指揮者になる。
『ロクフォール』の名前はフランスの地名またはチーズのロックフォールと、イギリスの探偵小説の主人公シャーロック・ホームズをかけたもの。

### イヌ
ナポレオン（Napoleon）
エドガーがダッチェスたちを捨ててきた郊外に住む老犬。ブラッドハウンド種。ラファイエットとどちらがリーダーであるか言い争っている。
ダッチェス親子を捨てにやってきたエドガーに襲いかかったことで、それとは知らずにダッチェスたちを救った。終盤ではジャス猫たちの音楽に不審に思っていたが、楽しそうだったので遠吠えで歌った。
名前はフランス皇帝・ナポレオン・ボナパルトから取ったもの。
ラファイエット（Lafayette）
ナポレオンと同じくエドガーがダッチェスたちを捨ててきた郊外に住む老犬。バセットハウンド種。ナポレオンとどちらがリーダーであるか言い争っている。
名前はフランスの貴族・軍人のラファイエットから取ったもの。

### ガチョウ
アビゲイル（Abigail Gabble）
イギリス産まれのガチョウ。明るい性格で、思い込みが激しく毒舌だが、困っている人を放って置けない。溺れていたオマリーを助ける。パリのレストランで伯父と待ち合わせをしており、パリまでダッチェスたちと同行する。
アミリア（Amelia Gabble）
アビゲイルとは姉妹のガチョウ。
ウォルドー（Uncle Waldo）
アビゲイルとアミリアの伯父ガチョウ。
パリのレストランで酔っ払っており、店主から追いかけ回されていた。なお、そのレストランの名物料理は「田舎風ガチョウ料理」。

### ウマ
フルー・フルー（Frou-Frou）
ボンファミーユ夫人に飼われている馬。ベルリオーズと仲良し。ダッチェス達がいなくなったことでショックを受けたが、後にエドガーが誘拐したことを知る。ダッチェス達を助ける為、オマリー達と共にエドガーを懲らしめる為に協力した。終盤ではジャズ猫たちのジャズに参加した。
名前のFrou-Frouはフランス語の衣擦れの音、凝った装飾という意味。

## 声の出演
| 役名                       | 原語版声優                            | 日本語吹替 （追加収録部分）        |
| -------------------------- | ------------------------------------- | ---------------------------------- |
| ダッチェス                 | エヴァ・ガボール 歌: ロビー・レスター | 新道乃里子 （谷育子）              |
| トーマス・オマリー         | フィル・ハリス                        | 大宮悌二 （銀河万丈） 歌: 世良明芳 |
| マリー                     | リズ・イングリッシュ                  | 内藤愛美                           |
| トゥルーズ                 | ゲイリー・デュビン                    | 稲葉祐貴                           |
| ベルリオーズ               | ディーン・クラーク                    | 曽根洋介                           |
| エドガー                   | ロディ・モード＝ロクスビー            | 川久保潔                           |
| チャイニーズ・キャット     | ポール・ウィンチェル                  | 川久保潔                           |
| ボンファミーユ夫人         | ハーマイオニー・バデリー              | 中村紀子子                         |
| フルー・フルー             | ナンシー・カルプ 歌: ラス・バッツィ   | 里見京子 （さとうあい）            |
| ジョルジュ                 | チャールズ・レイン                    | 槐柳二                             |
| ナポレオン                 | パッド・バトラム                      | 槐柳二                             |
| ロクフォール               | スターリング・ホロウェイ              | 肝付兼太 （龍田直樹）              |
| ラフィエット               | ジョージ・リンゼイ                    | 八木光生                           |
| ウォルドー                 | ビル・トンプソン                      | 八木光生                           |
| イタリアン・キャット       | ヴィトー・スコッティ                  | 八木光生                           |
| アミリア                   | キャロル・シェリー                    | 渡辺富美子 （達依久子）            |
| アビゲイル                 | モニカ・エヴァンス                    | 不明 （竹口安芸子）                |
| スキャット・キャット       | スキャットマン・クローザース          | 山崎唯                             |
| イングリッシュ・キャット   | ロード・ティム・ハドソン              | 不明                               |
| ロシアン・キャット         | サール・レイブンズクロフト            | 沢りつお                           |
| 牛乳配達                   | ピーター・レナデイ                    | 北村弘一                           |
| ル・プティ・カフェのシェフ | ピーター・レナデイ                    | 不明                               |
| カエル                     | メル・ブランク                        | 原語版流用                         |
| その他                     |                                       | 若富邦夫                           |

備考
- 1997年にブエナビスタ・ホームエンターテインメントから字幕版、二か国語版、日本語吹き替え版のビデオが発売された際、二か国語版および日本語吹き替え版にはさとう、龍田、達依、竹口が追加収録部分を担当した（後に発売されたDVDやブルーレイでも同じバージョンを収録）。
- 日本語吹き替え版は、上記に挙げた配役とは別の配役版が存在する。

## スタッフ

### 映像制作
| 企画統括                                                       | ウォルト・ディズニー |
| 製作総指揮                                                     | ロイ・O・ディズニー |
| 製作                                                           | ドン・B・テータム |
| 製作補                                                         | E・カードン・ウォーカー |
| 原作                                                           | トム・マクゴーワン、トム・ロウ |
| 脚本                                                           | ラリー・クレモンズ、ヴァンス・ジェリー、フランク・トーマス、ジュリアス・スヴェンセン、ケン・アンダーソン、エリック・クレワース、ラルフ・ライト |
| 音楽                                                           | ジョージ・ブランズ |
| オーケストレーション                                           | ウォルター・シーツ |
| トーマス・オマリー担当作画監督                                 | ミルト・カール |
| ダッチェス、マリー、トゥルーズ担当作画監督                     | フランク・トーマス |
| ボンファミーユ夫人、アビゲイル、アミリア、ワルドー担当作画監督 | オリー・ジョンストン |
| エドガー、ジョルジュ担当作画監督                               | ジョン・ラウンズベリー |
| レイアウト                                                     | ドン・グリフィス、バジル・デヴィドヴィチ、シルヴィア・ローマー                                                                                 |
| ロクフォール、スキャット担当原画                               | エリック・ラーソン |
| 原画                                                           | ハル・キング、エリック・クレワース、フレッド・ヘルミック、ジュリアス・スヴェンセン、ウォルト・スタンチフィールド、デイヴ・ミッチェナー         |
| エフェクト原画                                                 | ダン・マクマナス、ディック・ルーカス |
| キャラクターデザイン、美術監督                                 | ケン・アンダーソン |
| 背景                                                           | アル・デンプスター、ビル・レイン、ラルフ・ヒューレット                                                                                         |
| 撮影                                                           | ボブ・ブロートン |
| 音響監督                                                       | ロバート・O・クック |
| 音楽編集                                                       | イヴリン・ケネディ |
| 編集                                                           | トム・アコスタ |
| 助監督                                                         | エドワード・ハンセン、ダン・アルガイア |
| 制作担当                                                       | ドン・A・ダックウェル |
| アニメーション制作                                             | ウォルト・ディズニー・プロダクション |
| プロデューサー                                                 | ウィンストン・ヒブラー、ウォルフガング・ライザーマン                                                                                           |
| 監督                                                           | ウォルフガング・ライザーマン |
| 配給                                                           | ブエナ・ビスタ・ホーム・エンターテイメント |

### 日本語版音声制作
| 演出           | 金田文夫、向山宏志、深澤茂行                |
| 脚本翻訳       | 高瀬鎮夫                                    |
| 録音制作       | 東亜発声映画                                |
| プロデューサー | ジャック・カッティング                      |
| 日本語版制作   | DISNEY CHARACTER VOICES INTERNATIONAL, INC. |

## 主題歌
| 使用箇所           | 曲名                                               | 作詞                                              | 作曲                                              | 訳詞     | 歌 | 訳歌                                  |
| ------------------ | -------------------------------------------------- | ------------------------------------------------- | ------------------------------------------------- | -------- | --- | ------------------------------------- |
| オープニングテーマ | おしゃれキャット The Aristocat                     | リチャード・M・シャーマン ロバート・B・シャーマン | リチャード・M・シャーマン ロバート・B・シャーマン | 若谷和子 | モーリス・シュヴァリエ                                                                                           | 古賀力                                |
| エンディングテーマ | みんな猫になりたいのさ Ev'rybody Wants to Be a Cat | フロイド・ハドルストン                            | アル・リンカー                                    | 若谷和子 | フィル・ハリス スキャットマン・クローザース ポール・ウィンチェル ヴィトー・スコッティ サール・レイブンズクロフト | 世良明芳                              |
| 挿入歌             | スケールとアルペジオ Scales and Arpeggios          | リチャード・M・シャーマン ロバート・B・シャーマン | リチャード・M・シャーマン ロバート・B・シャーマン | 若谷和子 | ロビー・レスター ゲイリー・デュビン ディーン・クラーク リズ・イングリッシュ                                      | 新藤乃里子 稲葉祐貴 曽根洋介 内藤愛美 |
| 挿入歌             | ひとりぼっちじゃない She Never Felt Alone          | リチャード・M・シャーマン ロバート・B・シャーマン | リチャード・M・シャーマン ロバート・B・シャーマン | 若谷和子 | ロビー・レスター                                                                                                 | 新藤乃里子                            |
| 挿入歌             | トーマス・オマリー・キャット Thomas O'Malley Cat   | テリー・ギルギーソン                              | テリー・ギルギーソン                              | 若谷和子 | フィル・ハリス                                                                                                   | 世良明芳                              |

## 日本でのマリー人気
日本では映画自体はヒットには至らず、長らく一部のディズニーファン以外には殆ど知られていない作品だったが、2002年2月に本作に登場する仔猫マリーのキャラクター商品が発売され、女子高生などを中心にキャラクターが独自の人気を獲得することになった。現在でも、日本におけるおしゃれキャット自体の知名度は低い為、キャラクター商品としてのマリーは知っていても、マリーが何のアニメーションのキャラクターなのかを知らない人も多い。
日本におけるマリーのブームは、10代の女性向けのファッション雑誌でモデルがマリー好きを公言したことがきっかけであるとされる。
マリーは、敬宮愛子内親王が大いに気に入っていることでも知られている。

## その他
- 東京ディズニーランドに、本作にちなんだグッズ販売ショップ「おしゃれキャット」が設置されていたが2011年1月10日に閉店。
- マリーが登場するショーやパレードは多くあるが、東京ディズニーランドで2013年4月15日より開催されているパレード「ハピネス・イズ・ヒア」では、マリーだけではなくベルリオーズとトゥルーズも登場する。3匹が乗るフロートにはロクフォールの造形があり、ダッチェス、トーマス・オマリーのイラストも描かれている。
- 日本ではマリーがいわゆる「可愛い系」として非常に人気が高く、「おしゃれキャット＝マリー」のイメージが強いが、本作の主人公はあくまでダッチェスである。
- 本作品から1986年公開の「コルドロン」までにおける劇場公開時の日本語吹替版は現在では不適切な表現が含まれており、ソフト化の際に該当箇所を含むシーンの追加録音が敢行された。追加録音は子役や引退している出演者を除き当時の出演者の再登板が基本となっているが、本作に関しては全員代役が起用されている。ちなみに、ウォルトの死後、本作品における劇場公開時の日本語吹替版において不適切な表現が含まれるのは、これが初となる。